# Mad in Paris
Ne doit pas être confondu avec MadeInParis ou Made in Paris.
Mad in Paris est un groupe de hip-hop éphémère français, originaire du Val-de-Marne et de l'Essonne. Il est principalement connu pour le morceau Paris a le blues, publié en 1996, médiatisé et classé dans les 50 meilleures ventes de singles au hit-parade français.

## Biographie
Mad In Paris est formé par la fusion de deux groupes originaires de Créteil et Ivry-sur-Seine, dans le Val-de-Marne, et Grigny, dans l'Essonne. Il se compose de dix membres, d'origines notamment algériennes, tunisiennes, africaines, et réunionnaises. En 1996, le groupe publie son seul album intitulé Mad in Paris, qui contient le single Paris a le blues. Le single, qui est également clippé, devient un succès diffusé à la radio,, et est classé pendant 13 semaines dans les 50 meilleures ventes de singles au hit-parade français.
Le samedi 21 mars 2015, le Hangar d’Ivry accueille le collectif.

## Discographie
- 1996 : Mad in Paris

## Membres
- CC Rider - chant
- Ounsa - chant
- Stephan Fagnon - clavier
- Fred Inthavisay - guitare
- Pat « Vegas » Riguidel - percussions
- Ludwig Gorhan - saxophone
- Yoann Huguet - saxophone
- Jean-Luc Parisier - trompette
- Nelson Hamilcaro - basse
- Serge Fidani - batterie